# Johann Michael Sailer
Pour les articles homonymes, voir Sailer.
Johann Michael Sailer, né le 17 octobre 1751 à Aresing et mort à Ratisbonne le 20 mai 1832, est un théologien allemand qui est évêque de Ratisbonne de 1829 à 1831. Il contribue à l'esprit des Lumières catholiques en Allemagne et au renouveau du catholicisme en royaume de Bavière. 

## Biographie
Sailer naît en Haute-Bavière à Aresing, fils d'un cordonnier. Il fréquente l'école primaire puis il entre au lycée (de) de Munich. Il entre comme novice à la Compagnie de Jésus en 1770 à Landsberg am Lech; mais trois ans après la Compagnie est dissoute et il poursuit ses études de théologie et de philosophie à Ingolstadt, où il est ordonné prêtre en 1775. De 1777 à 1780, il est tuteur de philosophie et de théologie et à partir de 1780 professeur assistant de dogmatique à Ingolstadt.
Mais en 1781 l'électeur Charles-Théodore accorde aux monastères le monopole de l'enseignement de la théologie et donc Sailer perd son poste. De 1781 à 1784, il se lance dans des publications qui attirent l'attention du prince-évêque Clément-Wenceslas. Celui-ci le nomme en 1784 professeur de théologie pastorale et d'éhique à Dillingen (de). Sailer occupe ce poste pendant dix ans et y gagne un grand renom.
Ses vues rencontrent une forte opposition de la part de professeurs de Dillingen, comme Rossle, recteur de l'école de Pfaffenhausen, qui réussit à limiter les activités de Sailer en 1793 et provoque sa démission en 1794. Sailer se rend alors à Munich chez son ami Winkelhofer, puis se réfugie chez Beck à Ebersberg. Il poursuit ses travaux avant d'être appelé en 1799 à enseigner à Ingolstadt et l'année suivante à l'université de Landshut (de), où il enseigne la pastorale et la théologie morale, l'homilétique, la liturgie, etc.,
Sailer est célébré par de nombreux catholiques et protestants du milieu universitaire pour son enseignement et respecté par nombre de disciples (dont le prince héritier Louis). Il décline en 1818 la proposition du gouvernement prussien pour le siège de Cologne, mais accepte en 1819 d'être évêque d'Augsbourg. Cette nomination est rejetée par le Saint-Siège. En 1821, après avoir clairement justifié ses positions, il est nommé chanoine du chapitre de Ratisbonne, puis en 1822, consacré évêque titulaire de Germanicopolis (de) et coadjuteur avec droit de succession, par Lothar Anselm von Gebsattel (de) avec comme co-consécrateurs Joseph Maria von Fraunberg et Franz Ignaz von Streber (de). Il devient évêque de Ratisbonne en 1829.

### Évêque de Ratisbonne
En tant qu'évêque, il soutient les efforts de Carl Proske pour rendre vie à la musique liturgique et travaille étroitement avec Melchior von Diepenbrock. Sailer connaît la fin de la période des Lumières qui s'opposent dans leur forme la plus radicale à l'enseignement du christianisme et voudraient éradiquer toute forme de mysticisme et dans leur forme plus « douce » voudraient prôner une discipline ecclésiastique plus laxiste, tout en déniant toute primauté juridictionnelle au pape. Cela se traduit par une autorité de l'État renforcée sur la vie de l'Église, la confiscation des biens monastiques, mais aussi l'accent mis sur une éducation rationaliste. 
Sailer en revanche défend les principes fondamentaux du christianisme et la pratique traditionnelle, prônant une foi incarnée dans la charité et défendant une formation plus intelligente du clergé. Il insiste aussi pour la prédication de l'Évangile dans les sermons et pour l'unité des évêques vis-à-vis du pape. Il défend la primauté du pape, la liberté et les droits de l'Église contre les abus de l'État. Il appelle à une réforme de la formation des prêtres. Il meurt le 20 mai 1832 à Ratisbonne.
Sailer attira un grand nombre de personnes vers l'Église, mais rencontra aussi beaucoup d'opposition en son sein. Il fut accusé d'hétérodoxie et d'indifférentisme. Le Français Georges Goyau brosse un portrait élogieux de Sailer dans L'Allemagne religieuse (1905) mettant en avant le fait qu'il a fait découvrir ou redécouvrir la prière à nombre de catholiques ou protestants allemands et qu'il a ouvert une brèche dans le rationalisme ambiant. Sa théologie est grandement axée sur la « réalisation intérieure de Royaume de Dieu ».
Sa traduction et édition en 1794 de L'Imitation du Christ (par Thomas a Kempis) a connu de nombreuses éditions jusqu'à nos jours.
Pendant le travail de composition de sa Missa solemnis (1820), Beethoven était en contact étroit avec Sailer

## Quelques publications

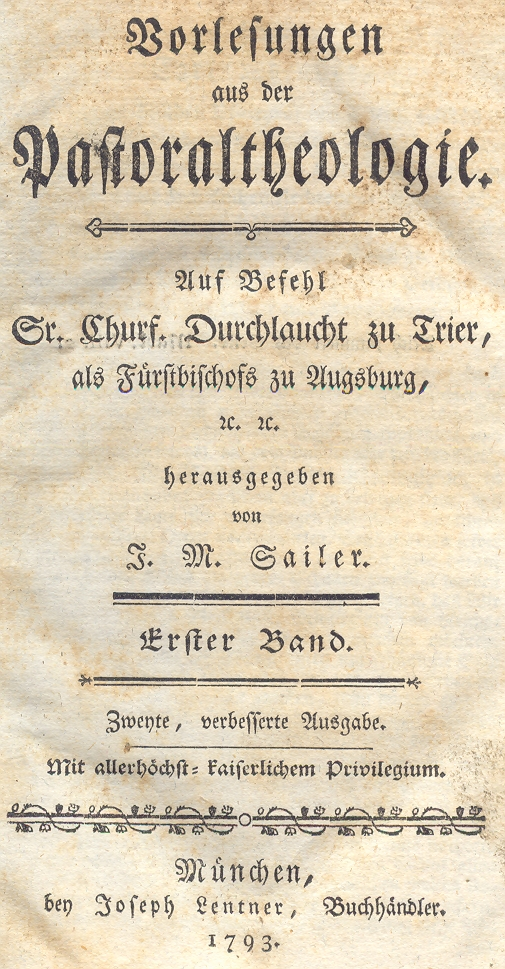
Page de titre de ses Leçons de théologie pastorale, Munich, 1793.

La meilleure édition de ses travaux est J.M. Sailers samtliche Werke unter Anleitung des Verfassers, éd. Joseph Widmer, 40 volumes, Sulzbach, 1830-1841; volume suppl., 1845.
- Theologiae Christianae cum Philosophia nexus, Augsburg, 1779
- Vollständiges Lese- und Betbuch zum Gebrauch der Katholiken, München, Ingolstadt, 1783
- Vollständiges Gebetbuch für Katholische Christen, München, 1785
- Ueber den Selbstmord. Für Menschen, die nicht fühlen den Werth, ein Mensch zu sein, München, 1785 ; (Images à la BSB)
- Vernunftlehre für Menschen, wie sie sind. Nach den Bedürfnissen unserer Zeit, 2 vol. München, 1785
- Glückseligkeitslehre aus Vernunftgründen, mit Rücksicht auf das Christentum, München, 1787
- Vorlesungen aus der Pastoraltheologie, 3 vol., München, 1788-1789
- Kurzgefasste Erinnerungen an junge Prediger, München, 1791
- Für Kranke und ihre Freunde, München, 1791
- Vorlesungen zur Pastoraltheologie, München, 1793
- Das Buch von der Nachfolge Christi. Neu übersetzt und mit einer Einleitung und kurzen Anmerkungen für nachdenkende Christen, München, 1794
- Predigten und Predigt-Entwürfe auf alle Sonn- und Festtage des Jahres, Salzburg, 1800
- Briefe aus allen Jahrhunderten der christlichen Zeitrechnung. Gewählt, übersetzt und zur Erbauung und Belehrung seiner Mitchristen herausgegeben 6 vol. München, 1800-1804
- Grundlehren der Religion, München, 1805
- Über Erziehung für Erzieher, München, 1807[9]
- Kleine Bibel für Kranke und Sterbende und ihre Freunde, München, 1810
- Joseph Anton Sambuga, wie er war, München, Verlag Jakob Giel, 1816 Lire en ligne in extenso.
- Handbuch der christlichen Moral, zunächst für künftige katholische Seelsorger und dann für jeden gebildeten Christen, München, 1817

L'on trouve une bibliographie complète de 240 écrits dans: (de) Hubert Schiel: Johann Michael Sailer. Briefe. Regensburg 1952, pp. 541–665.

### Éditions complètes
- Gesammelte Schriften, 9 vol. München, 1828-1823
- Gesammelte Werke, 28 parties, Grätz 1818-1827
- Gesammelte Reden. Sonntags-, Fest-, Fasten-, dann allgemeine Gelegenheits- und erste Meß-Predigten und Homilien, 8 parties, Grätz 1820
- Herausgegebene Reden. Sonntags-, Fest- und Gelegenheitspredigten, 6 parties, Grätz 1820-1821
- Sämmtliche Werke, unter Anleitung des Verfassers herausgegeben von Joseph Widmer, 40 parties, Sulzbach 1830-1841, vol. suppl. 1855.